# Sadaf Rahimi
Sadaf Rahimi (9 novembre 1993) è una pugile afghana.
È stata la prima pugile afgana ad essere invitata alle Olimpiadi di Londra del 2012 e la prima donna pugile nella squadra nazionale dell'Afghanistan.

## Biografia
Sadaf Rahimi e i suoi fratelli hanno trascorso gran parte della loro infanzia in Iran; i loro genitori, di etnia tagika, erano fuggiti dall'Afghanistan in seguito all'ascesa dei talebani negli anni '90.  Mentre viveva in Iran, ha iniziato a praticare il pugilato e all'età di 14 anni dopo aver visto Laila Ali boxare in una competizione. Dopo essere tornata in Afghanistan con la sua famiglia nel 2007, Rahimi è stata preparata atleticamente da Saber Sharifi, un ex pugile professionista, che dal 2012 ha allenato 30 ragazze e giovani donne afghane allo stadio Ghazi di Kabul, lo stesso stadio dove i talebani organizzavano le esecuzioni pubbliche. Per praticare questo sport ha dovuto ottenere il permesso dalla sua famiglia, che tuttavia si è detta favorevole alla sua decisione, nonostante le minacce ricevute. Rahimi si allenava solo tre giorni alla settimana per un'ora allo stadio Ghazi, non potendo farlo in orari in cui lo stadio era frequentato, attenta a nascondere la sua identità di pugile mentre viaggiava da e verso gli allenamenti, poiché i passanti l'avrebbero minacciata se avessero scoperto che praticava la boxe.
All'età di 17 anni Sadaf Rahimi è stata invitata partecipare alle Olimpiadi di Londra del 2012 grazie ad un posto speciale riservato alle nazioni che altrimenti non sarebbero in grado di qualificare un atleta adeguatamente preparato. Tuttavia, a causa delle preoccupazioni sulle sue capacità pugilistiche e per garantire la sua sicurezza fisica sul ring, pochi giorni prima dell'inizio delle gare l'Associazione Internazionale Boxe Amatori (AIBA) ha deciso di non farla competere.
Nel 2013, un anno dopo le Olimpiadi, l'associazione Women in Sport l'ha invitata a partecipare, assieme alla sorella maggiore Shabnam, anche lei pugile, a una gara nel Regno Unito. Tuttavia i documenti che avrebbero consentito loro di recarsi a Londra non sono stati rilasciati, senza che fossero fornite motivazioni chiare. Rahimi ha continuato a ricevere minacce e sono state fatte circolare voci secondo cui avrebbe avuto rapporti sessuali con l'allenatore.
Nel 2016 Rahimi non è riuscita a qualificarsi per le Olimpiadi di Rio 2016 a causa della sconfitta ai Giochi dell'Asia meridionale in India.

Nel luglio 2016 Rahimi e sua sorella Shabnam sono riuscite a fuggite dall'Afghanistan, non potendo ulteriormente sopportare le minacce personali e le persecuzioni dei talebani contro le donne. Le due sorelle si sono recate in Spagna in occasione della prima del documentario Boxing for Freedom che racconta i successi sportivi e gli ostacoli che le giovani atlete hanno dovuto superare per tentare di gareggiare alle Olimpiadi. Qui hanno fatto richiesta di asilo, accolte per i primi due mesi dai registi del film mentre attendevano una risposta. Nel 2018 hanno ottenuto il permesso di soggiorno per il loro status di rifugiate, con diritto al lavoro.
Dal 2019 Rahimi ha iniziato a lavorare come netturbina presso il comune di Madrid.

## Eco mediatica
La storia di Rahimi e di altre pugili afghane è stata raccontata in un film documentario del 2012, The Boxing Girls of Kabul, diretto da Ariel Nasr e prodotto da Annette Clarke per il National Film Board of Canada e nel film documentario spagnolo del 2015 Boxing for Freedom per la regia di Juan Antonio Moreno Amador e Silvia Venegas Venegas, vincitore del premio per il migliore documentario al Festival de cine de Zaragoza.